# 米凯拉·巴蒂斯顿
米凯拉·巴蒂斯顿（義大利語：Michela Battiston，1997年9月15日—），意大利女子击剑运动员。她曾代表意大利参加2020年夏季奥林匹克运动会击剑比赛，期间她仅出战女子团体佩剑小项。